# James Williamson
James Williamson (Castroville (Texas), Texas, 29 de outubro de 1949) é um guitarrista norte-americano. Foi guitarrista dos Stooges de 1971 a 1974, tendo entrado para o grupo mudando o curso da banda. Também trabalhou como produtor musical de três discos da carreira solo de Iggy Pop. Entre 1982 e 2009 trabalhou no Vale do Silício como engenheiro eletrônico chegou a ocupar o cargo de vice presidente de um dos setores da empresa Sony.

## The Stooges
Após a dissolução do The Stooges em 1971, David Bowie reformula o grupo depois de Iggy e James tentarem alguns músicos, inclusive Mick Ronson, Trevor Bolder e Mick Woodmansey dos Spiders From Mars. Mas Iggy Pop não se contentou e de Londres, ligou para os irmãos Asheton em Detroit, irmãos que para Iggy, eram incapazes de "montar um aquário", (crítica em relação a qualidade musical deles). Bowie passa Ron Asheton para o baixo, fecha com a CBS Records e gravam Raw Power (1973), conhecido como sendo a trilha sonora do fim do mundo. Raw Power não é considerado por Ron Asheton como sendo um trabalhos dos Stooges e sim como um projeto de Iggy Pop e James Williamson. Ron nunca se sentiu inserido nessa formação, mas diz ter gostado de participar do álbum e dos shows até 1974. Mais tarde, Iggy Pop e James Williamson lançam o que para alguns, foi considerado o quarto álbum dos Stooges, o nome desse trabalho foi intitulado Kill City lançado em 1977, gravado na casa do romântico clássico Jimmy Webb em Los Angeles. Em 1979, voltou a trabalhar com Iggy na produção do álbum New Values e pré-produziu o álbum seguinte, Soldier.

## Trabalho no Vale do Silício
Depois de seu último trabalho caótico com Iggy Pop, tendo inclusive brigado com o convidado de estúdio David Bowie, Williamson desistiu da produção do disco antes mesmo de terminar e se aposentou como músico, se concentrando na sua carreira em eletrônica, em 1982 foi graduado pela Universidade Politécnica do Estado da Califórnia. Eventualmente acabou se tornando vice presidente de padrões de tecnologia da Sony. Em entrevista Williamson disse que desistiu de ser um Stooge para estudar cálculo. Desenvolveu placas de computador, trabalhou com geeks que não tinham ideia sobre o seu passado e nunca haviam escutado os Stooges.

## Reunião com os Stooges
Depois se uma aposentadoria precoce de seu posto na Sony em 2009, Williamson se juntou novamente ao Iggy & The Stooges depois da morte de Ron Asheton. Como ensaio para os shows com o Stooges ele tocou por um tempo com uma banda chamada Careless Hearts, o primeiro show de Williamson em 35 anos foi com eles no Blank Club em San Jose, Califórnia em setembro de 2009.
Sua reestreia com os Stooges aconteceu no festival brasileiro Planeta Terra em São Paulo no dia 7 de novembro de 2009. A banda juntou material do álbum Raw Power e algumas músicas do começo da carreira solo de Iggy Pop.

## Discografia

### com Iggy & The Stooges
- Raw Power (1973)
- Metallic K.O. (1976)
- Open Up and Bleed (1995)
- Heavy Liquid (2005)
- Ready to Die (2013)

### com Iggy Pop
- Kill City (1975) - Guitarra, backing Vocals, produtor, mixagem
- New Values (1979) - Produtor, guitarra, backing vocals
- Soldier (1980) - Produtor (não aparece nos créditos)
- A Million in Prizes: The Anthology (1980)